# Ctenichneumon heteropus
Ctenichneumon heteropus là một loài tò vò trong họ Ichneumonidae.